# Cotriguaçu
Cotriguaçu é um município brasileiro do estado de Mato Grosso. Localiza-se a 85 km a Sul-Leste de Colniza, a maior cidade de sua região. Conforme estimativas do IBGE de 2020, sua população era de 20 238 habitantes.
Em Cotriguaçu, fica o Parque Nacional do Juruena, que é uma unidade de conservação com território nos estados de Mato Grosso e do Amazonas.

## Etimologia
"Cotriguaçu" recebeu esse nome em referência a empresa Cotriguaçu Colonizadora do Aripuanã S/A, que faz parte da Cooperativa dos Triticultores de São Miguel do Iguaçu, esta foi a responsável pelo povoamento na região, para fins agrícolas.

## História
A região do município de Cotriguaçu era ocupada por diversas nações indígenas, principalmente de língua tupi, que hoje se limitam, em sua maioria, a Reserva Indígena Escondido. Mas o processo de povoamento da região iniciou-se com o objetivo de desenvolver a agropecuária no estado, liderada por famílias do oeste do Paraná, e foi impulsionado pelo desenvolvimento do território do, hoje, município de Juruena, que foi coordenada pela Empreendimentos e Colonização Ltda. Então, a cooperativa Cotriguaçu, comprou um milhão de hectares no noroeste do estado.
Em 1984, o projeto de povoamento teve início com a chegada dos primeiros compradores, que logo se deram conta da grande fertilidade do solo. O projeto inicial era formar seringais para produzir látex, mas as dificuldades de adaptação ao trabalho com  esse cultivo, levaram ao seu abandono, onde a agricultura e as madeireiras ganharam destaque. Isso ocasionou um aumento populacional e de produção, Cotriguaçu experimentou um rápido progresso, que veio acompanhado de muitos problemas, principalmente, na infraestrutura rodoviária, que dificultava o escoamento da produção agrícola e madeireira.
Uma segunda onde de crescimento se deu pelos vários projetos de implantação de assentamentos foram executados pelo INCRA, que atraiu mais um grande número de pessoas advindas de outros acampamentos como os de Itaquiraí, Bonito, Amambai e de outros do Mato Grosso do Sul e Rondônia. Isso aumentou significativamente a área ocupada do município, como também da população urbana.
Em 4 de julho de 1988, a Lei nº 5.313, criou o distrito de Cotriguaçu, sendo jurisdição do município de Juruena. Houve um grande movimento popular para emancipação de Cotriguaçu, que obteve resposta em 20 de dezembro de 1991, através da Lei Estadual 5.912, de autoria do deputado Jaime Muraro. Em seu primeiro pleito para o poder executivo municipal, foi eleito o Antônio Skura, assumindo em janeiro de 1993.

## Economia
A economia de Cotriguaçu tem como base econômica a pecuária de corte e o setor madeireiro.

## Religião
| Religião                                  | %     | Quant. |
| ----------------------------------------- | ----- | ------ |
| Catolicismo                               | 55,13 | 8.134  |
| Evangélica                                | 32,81 | 4.842  |
| Sem Religião                              | 9,59  | 1.416  |
| Não Determinada ou Múltiplo Pertencimento | 1,68  | 249    |
| Testemunhas de Jeová                      | 0,37  | 56     |
| Espiritismo                               | 0,29  | 44     |
| Espiritualismo                            | 0,08  | 13     |

## Últimos prefeitos eleitos
| Ano  | Prefeito   | Partido | Votos | %     | Ref    |
| ---- | ---------- | ------- | ----- | ----- | ------ |
| 2004 | Kiko       | PPS     | 2.787 | 50,51 | [ 10 ] |
| 2008 | Kiko       | PR      | 3.042 | 42,78 | [ 11 ] |
| 2012 | Rose       | PMDB    | 4.085 | 58,68 | [ 12 ] |
| 2016 | Cotcharapa | PSB     | 3.179 | 51,23 | [ 13 ] |
| 2020 | Lirio      | MDB     | 2.062 | 33,47 | [ 14 ] |